# Émilie Dequenne
Émilie Dequenne (Belœil, Hainaut, 1981. augusztus 29. – Villejuif, Franciaország, 2025. március 16.) César-díjas belga színésznő.

## Életpályája
2002-ben lánya született, Milla.

## Filmográfia
| Év   | Magyar cím                  | Eredeti cím                                 | Szerep                | Rendező                  | Magyar hangja      |
| ---- | --------------------------- | ------------------------------------------- | --------------------- | ------------------------ | ------------------ |
| 1999 | Rosetta                     | Rosetta                                     | Rosetta               | Dardenne testvérek       |                    |
| 2001 | Farkasok szövetsége         | Le Pacte des loups                          | Marianne de Morangias | Christophe Gans          | Götz Anna          |
| 2001 |                             | Oui, mais…                                  | Eglantine Laville     | Yves Lavandier           |                    |
| 2002 |                             | Une femme de ménage                         | Laura                 | Claude Berri             |                    |
| 2002 |                             | Jean Moulin                                 | Lili                  | Yves Boisset             |                    |
| 2003 |                             | Mariées mais pas trop                       | Laurence Milcaux      | Catherine Corsini        |                    |
| 2004 |                             | L'Équipier                                  | Brigitte              | Philippe Lioret          |                    |
| 2004 | Szent Lajos király hídja    | The Bridge of San Luis Rey'                 | Doña Clara            | Mary McGuckian           |                    |
| 2004 |                             | L'américain                                 | Nelly                 | Patrick Timsit           |                    |
| 2004 |                             | Kaamelott                                   | Edern                 | Alexandre Astier         |                    |
| 2005 |                             | Les États-Unis d'Albert                     | Grace Carson          | André Forcier            |                    |
| 2005 |                             | Avant qu'il ne soit trop tard               | Aurélia               | Laurent Dussaux          |                    |
| 2005 |                             | La ravisseuse                               | Charlotte             | Antoine Santana          |                    |
| 2006 |                             | Le Grand Meaulnes                           | Valentine             | Jean-Daniel Verhaeghe    |                    |
| 2006 |                             | Écoute le temps                             | Charlotte             | Alantė Kavaitė           |                    |
| 2006 |                             | Du rouge sur la croix                       | Cécile Thuillier      | Dominique Othenin-Girard |                    |
| 2007 |                             | Chacun son cinéma                           | síró nő               | Dardenne testvérek (2)   |                    |
| 2007 |                             | La Vie d'artiste                            | Cora                  | Marc Fitoussi            |                    |
| 2007 |                             | Confidences                                 |                       | Laurent Dussaux (2)      |                    |
| 2008 |                             | Rien dans les poches                        | Judith Miro           | Marion Vernoux           |                    |
| 2008 |                             | Charlotte Corday                            | Charlotte Corday      | Henri Helman             |                    |
| 2008 |                             | Miroir, mon beau miroir                     | Marion                | Serge Meynard            |                    |
| 2009 |                             | La Fille du RER                             | Jeanne Fabre          | André Téchiné            |                    |
| 2009 |                             | J'ai oublié de te dire                      | Marie                 | Laurent Vinas-Raymond    |                    |
| 2009 |                             | Obsession(s)                                | Sarah Lisbourne       | Frédéric Tellier         |                    |
| 2010 |                             | La Meute'                                   | Charlotte Massot      | Franck Richard           |                    |
| 2011 |                             | Mystère au Moulin Rouge                     | Diane Barraud         | Stéphane Kappes          |                    |
| 2012 | Gyermekeink                 | À perdre la raison'                         | Murielle              | Joachim Lafosse          |                    |
| 2012 |                             | La traversée                                | Sarah Arendt          | Jérôme Cornuau           |                    |
| 2013 |                             | Möbius                                      | Sandra                | Éric Rochant             |                    |
| 2014 |                             | Pas son genre                               | Jennifer              | Lucas Belvaux            |                    |
| 2014 |                             | Divin Enfant                                | Sarah                 | Olivier Doran            |                    |
| 2014 |                             | The Missing                                 | Laurence Relaud       | Tom Shankland            |                    |
| 2015 |                             | Par accident                                | Angélique             | Camille Fontaine         |                    |
| 2015 |                             | Souviens-toi                                | Emilie Auclair        | Philippe Venault         |                    |
| 2016 |                             | Maman a tort                                | Cyrielle              | Marc Fitoussi (2)        |                    |
| 2016 | Accusé                      |                                             |                       |                          |                    |
| 2017 | Viszontlátásra odafönt      | Au revoir là-haut                           | Madeleine Péricourt   | Albert Dupontel          |                    |
| 2017 |                             | Les Hommes du feu                           | Bénédicte             | Pierre Jolivet           |                    |
| 2017 |                             | Chez nous                                   | Pauline Duhez         | Lucas Belvaux (2)        |                    |
| 2020 | Szerelni ügy(ek)            | Les Choses qu'on dit, les choses qu'on fait | Louise                | Emmanuel Mouret          |                    |
| 2022 | Közel                       | Close                                       | Sophie                | Lukas Dhont              |                    |
| 2023 |                             | Année Zéro                                  | Juliette Kharoub      | Olivier Barma            |                    |
| 2023 | Vendég a francia kastélyban | Complètement cramé !                        | Odile                 | Gilles Legardinier       | Nemes Takách Kata  |
| 2024 | Túlélők                     | Survivre                                    | Julia                 | Frédéric Jardin          | Bogdányi Titanilla |

## Fordítás
- Ez a szócikk részben vagy egészben  az   Émilie Dequenne című angol Wikipédia-szócikk ezen változatának fordításán alapul.  Az eredeti cikk szerkesztőit annak laptörténete sorolja fel. Ez a jelzés csupán a megfogalmazás eredetét és a szerzői jogokat jelzi, nem szolgál a cikkben szereplő információk forrásmegjelöléseként.